# Suvaja (Bosanski Petrovac)
Suvaja (szerbül: Суваја) szerb falu Bosznia-Hercegovinában, a Bosznia-hercegovinai Föderáció Una-Szanai kantonjában, Bosanski Petrovac községben.

## Fekvése
Bosznia-Hercegovina nyugati részén, Bihácstól légvonalban 41, közúton 50 km-re délkeletre, Bosanski Petrovactól légvonalban 7, közúton 9 km-re északnyugatra, a Bosanski Petrovac - Bosanska Krupa főút mentén található. Egyik része a Medeno Poljéhoz tartozó síkságon, a másik része a Grmeč-hegység lejtőin található. Átfolyik rajta a Suvaja-patak, de csak nagy esőzéskor van benne víz, így a falu többnyire víztelen. A patak a Grmečen két forráságból ered, amelyek 1100 m-es magasságban vannak. A patak hosszanti szelvényében vízlépcsők találhatók. Ilyen vízlépcső a Maglaj-vízesés, amelyet a lakosság Skakavacnak hív. A vízesés 13–15 m magas, és az erózió folyamata során jött létre. A Suvaja-patak sziklás mederbe vájta magát, így folyása egy ponton szurdokba fordul. A maximális vízhozam során eléri a Meden poljét (620 m.), amely egy mélységi zóna, ahonnan a víz a föld alá bukik, és az Unac folyó medencéjében bukkan fel újra.

## Népessége
| Nemzetiségi csoport | Népesség 1991 | Népesség 2013 |
| ------------------- | ------------- | ------------- |
| Szerb               | 307           | 109           |
| Bosnyák             | 0             | 1             |
| Horvát              | 0             | 0             |
| Jugoszláv           | 5             | 0             |
| Egyéb               | 3             | 0             |
| Összesen            | 315           | 110           |

## Története
A faluban két, feltehetően ókori erőd is található, az egyik az Obljaj tetején, a másik a Suvo vrh közelében. Régészek még nem kutatták őket, így nem tudni, melyik korszakból valók. A főút mellett van egy régi téglából épült kút. A boszniai történelem török korszakában a suvajai terület Kulenović Suvaja bég családjának tulajdonában volt. Így volt ez az osztrák-magyar időszakban is, egészen 1918-ig, amikor is a Szerb-Horvát-Szlovén Királyság új állama végrehajtotta az agrárreformot. A tengelyhatalmak 1941-es megszállása után a Jugoszláv Királyság összeomlott, és Suvaja területe az újonnan létrehozott Független Horvát Állam része lett. A lakosság megszervezte és csatlakozott a Nemzeti Felszabadítási Harchoz, amelyet partizán erők vezettek. Ebben a harcban sok harcos és civil vesztette életét. Ezekre az eseményekre emlékeztet egy emlékmű Vođenica faluban.

## Híres emberek
A faluban született Đuro Pećanac Đurekan népi hős.

## Fordítás
- Ez a szócikk részben vagy egészben  a   Suvaja (Bosanski Petrovac) című bosnyák Wikipédia-szócikk ezen változatának fordításán alapul.  Az eredeti cikk szerkesztőit annak laptörténete sorolja fel. Ez a jelzés csupán a megfogalmazás eredetét és a szerzői jogokat jelzi, nem szolgál a cikkben szereplő információk forrásmegjelöléseként.